# Luis Cruz (labdarúgó)
Luis Alberto Cruz (Montevideo, 1925. április 28. – 1998.), uruguayi válogatott labdarúgó.
Az uruguayi válogatott tagjaként részt vett az 1954-es világbajnokságon, illetve az 1953-as és az 1955-ös Dél-amerikai bajnokságon.

## Sikerei, díjai
Nacional
- Uruguayi bajnok (7): 1946, 1947, 1950, 1952, 1955, 1956, 1957

Uruguay
- Dél-amerikai bronzérmes (1): 1953

## Külső hivatkozások
- Luis Cruz (labdarúgó) – a FIFA adatbázisában
- Luis Cruz a National-football-teams.com oldalon